# Operação Gabiru
Operação Gabiru foi a investigação pela Polícia Federal (PF) de um esquema de desvio de recursos do Fundo Nacional de Desenvolvimento da Educação (FNDE) e outras verbas do Ministério da Educação, destinadas à aquisição de merenda escolar em municípios do interior de Alagoas. A fraude teria causado um prejuízo de 150 milhões de reais ao governo.

## A operação
Em 17 de maio de 2005 um contingente de 350 policiais federais prendeu 31 pessoas em diversos municípios de Alagoas e cumpriu 61 mandados de busca e apreensão. O líder da quadrilha foi apontado como José Rafael Torres Barros, ex-prefeito de Rio Largo. A operação foi fruto de uma investigação realizada pelo Ministério Público Federal entre 2001 e 2005 e que identificou irregularidades em pelo menos dez municípios. Foram apreendidos nove carros de luxo, um caminhão-baú usado para transportar merenda escolar, cerca de 3 milhões de reais em dólares, euros, reais, pedras preciosas e cheques.
Além do líder, entre os presos levados para as dependências da Polícia Federal em Maceió estavam os prefeitos Cícero Cavalcanti de Araújo (PDT) de Matriz do Camaragibe; Carlos Eurico Leão e Lima, o Kaíka (PSB), de Porto Calvo; Danilo Dâmaso (PMDB), de Marechal Deodoro, e Paulo Roberto Pereira de Araújo (PPS), o Neno, de São José da Laje; Fábio Apóstolo de Lira, de Feira Grande;  José Hermes de Lima, de Canapi e Neiwton Silva, de Igreja Nova; os ex-prefeitos de Maragogi, Fernando Sérgio Lira (PSDB) e de Ibateguara, José Valter de Azevedo (PFL); além do secretário de Finanças de Branquinha, Fernando Baltar Maia, o Fanta. O braço direito do líder da quadrilha foi apontado com Francisco Erivan dos Santos.
Também foram presos Leopoldo Araújo, gerente de uma agência da Caixa Econômica Federal em Maceió; Luís Antônio Grossi, empresário; Ângelo Márcio Brandão, motorista de Rafael Torres e acusado de coletar propina; Derivan Barbosa, funcionário de uma das empresas fantasmas de Francisco Erivan dos Santos; Jussara Martins, secretária de Rafael Torres e acusada de coletar propina; José Erasmo da Silva, funcionário de uma das empresas fantasmas de Francisco Erivan; e Cristina Maria Campos, assessora direta de Rafael. Todos estes foram libertados em 26 de maio.
Outras 15 pessoas também foram investigadas, três delas indiciadas em 26 de maio de 2005: Josélia Feitoza da Silva, mulher de Francisco Erivan dos Santos; Kléber de Oliveira Santos, sócio da empresa K.E. Santos, junto com Rafael Torres; e Luciana Leão e Lima, irmã do prefeito de Porto Calvo, acusada de promover fraudes em licitações, peculato, lavagem de dinheiro público, formação de quadrilha e uso de documentos falsos.
Durante as investigações foram encontradas notas fiscais suspeitas, casos de desobediência à lei das licitações, emissão de cheques sem fundos e realização de obras de engenharia sem o projeto arquitetônico, entre outros.
Os prefeitos de São Luiz do Quitunde, Cícero Cavalcanti de Araújo; de Matriz do Camaragibe, Marcos Paulo do Nascimento; e de Porto Calvo, Carlos Eurico Leão e Lima, permaneceram presos por pelo menos 50 dias na Superintendência Regional da Polícia Federal em Maceió.

## O esquema
O esquema de corrupção iniciava com José Rafael Torres assediando o prefeito ou secretário municipal, apresentando a fraude; a partir daí a prefeitura estruturava uma das formas propostas para fraudar as licitações; José Rafael recebia os cheques dos valores negociados de forma fraudulenta e pagava os valores dos outros corruptos; quando o período de prestação de contas se aproximava, ou na iminência de alguma fiscalização, o líder do esquema produzia as falsas licitações; os supostos processos licitatórios eram apresentados à fiscalização, burlada por José Rafael.

## Processo judicial
O processo correu em segredo de justiça e, dos oito prefeitos presos, sete tentaram a reeleição em 2008, o único que não se candidatou já estava em segundo mandato.
Em 21 de maio de 2008, o Tribunal Regional Federal da 5ª Região, em Recife, acatou a denúncia contra os oito prefeitos acusados, por outro lado, o deputado Cícero Amélio (PMN) teve o pedido de denúncia negado.

## Julgamento
O julgamento de 17 acusados iniciou em 21 de novembro de 2012, com o relator pedindo condenação dos prefeitos a 12 anos e meio de prisão. Foram excluídos das denúncia, por falta de provas, os ex-prefeitos de Maragogi Fernando Sérgio Lira e de Pão de Açúcar, Jorge Dantas, reeleito em 2012. Os prefeitos Carlos Eurico Leão e Lima, Fábio Apóstolo de Lira, José Hermes de Lima e Neiwton Silva foram condenados a 12 anos e meio de prisão em 29 de novembro de 2012.
O ex-prefeito de São José da Laje, Paulo Roberto Neno, foi condenado em 29 de novembro de 2013, a seis anos de reclusão, perda de direitos políticos por oito anos e proibição de exercer cargo público por cinco anos, além de ser obrigado a restituir 315 mil reais aos cofres públicos.
No TRF foram julgados somente os réus que detinham foro privilegiado em função do cargo de prefeito, os demais acusados foram processados na primeira instância da Justiça Federal em Alagoas.
Apesar da operação Gabiru ter tentado combater fraudes no programa de merenda escolar, em 2011, a Policia Federal realizou outra operação em Alagoas com o mesmo objetivo, a Operação Mascotch, baseada em fraudes em licitações no período de 2007 e 2009.